# Demografia da Turquia
A demografia da Turquia é o resultado, por um lado, das migrações dos diversos povos que ao longo da sua longa história habitaram  o seu território, localizado estrategicamente numa das principais rotas de migração e invasão do mundo, por outro do efeito homogeneizador, pelo menos a nível cultural do domínio político e religioso dos turcos que, apesar de terem constituído a mais recente grande vaga migratória na região, estão nela implantados há praticamente mil anos.
O Império Otomano, antecessor da atual República da Turquia, como os seus antecessores, nomeadamente o Sultanato Seljúcida de Rum (século XI-XIV) eram estados multiculturais e multi-étnicos, cujos governos eram na generalidade tolerantes em relação às religiões das populações, o que permitiu uma coexistência relativamente pacífica entre os diversos povos que habitavam a Anatólia e da Trácia durante muitos séculos. Isso mudaria acentuadamente durante a Guerra da Independência e a Troca de populações entre a Grécia e a Turquia, que provocaram que nos anos 1920 a esmagadora maioria das minorias mais numerosas, a grega e a arménia abandonasse o país. A emigração dos gregos continuou ao longo do século XX, a pontos de atualmente viverem na Turquia apenas alguns milhares, senão centenas, de gregos. Outra das comunidades anteriormente muito influente que diminuiu drasticamente em número foi a judaica, esta principalmente após a criação do estado de Israel.
O regime republicano ainda hoje nega o reconhecimento oficial de minorias étnicas, exceto as três mencionadas antes o que, se por um lado teve como consequência uma certa homogeneização cultural e identitária, por outro fez recrudescer o nacionalismo entre os curdos, de longe a maior minoria étnica do país, a ponto de atualmente o terrorismo e a guerrilha curdas serem o maior problema de segurança, conflitualidade interna e uma das principais causas das acusações de violações de direitos humanos na Turquia.
Outro das grandes fraturas, esta no plano religioso, presente no país é entre as correntes muçulmanas. A maior parte do islamismo turco é muito moderado, pelo menos se comparado com o vizinho Irão xiita e com o sunismo dominante nos países árabes que também lhe estão próximos. Reveladoramente, o partido islamista no poder desde 2003, o AKP é a força política turca mais empenhada na adesão da Turquia à União Europeia. No entanto, há alguma conflitualidade, apesar de raramente violenta entre a maioria sunita, constituída esmagadoramente por hanafistas,  os alevitas (que alguns consideram um ramo do xiismo e alguns contestam que sejam muçulmanos) e, em menor escala, outras correntes xiitas e sufistas (místicos muçulmanos, que também se confundem com alevitas, pois estes também são místicos). Os alevitas e sufistas e outras seitas muçulmanas pouco ortodoxas tiveram grande influência no período otomano, algo que alguns afirmam ter-se vindo a notar novamente nos últimos anos, quiçá como reação às crescentes influências muito ortodoxas que tendem a aumentar na generalidade do mundo muçulmano..
É frequente considerar-se que a maior parte da população da Turquia é de "etnia turca", apesar de não haver certezas quanto à verdadeira origem étnica da maioria da população dita "turca", sendo que é provável que uma parte considerável não seja diretamente aparentada com os povos turcomanos asiáticos aos quais se associa historicamente o termo "turco".
Em termos de distribuição populacional, ela é bastante assimétrica, assistindo-se a uma elevada densidade nas grandes cidades como Istambul, Ancara e Esmirna e havendo grandes extensões no interior e leste da Anatólia e nas zonas montanhosas relativamente pouco povoadas. A emigração, tanto interna (para as grandes cidades), como para o estrangeiro (na Europa Ocidental e na América do Norte há comunidades imigrantes turcas muito numerosas, com centenas de milhares e mesmo milhões, como é o caso da Alemanha), acentuou essa assimetria populacional. De um modo geral, a densidade é maior a oeste e nas zonas costeiras.

## Estatísticas populacionais
Segundo dados de 2018, a Turquia tinha mais de 82,3 milhões de habitantes, 50,3% do sexo masculino e 49,7% do sexo feminino. 75,5% da população residia em capitais de distrito ou província — 17,8% das pessoas residiam em Istambul e 6,4% em Ancara, as duas maiores cidades. A taxa de crescimento populacional era 14,5 ‰, embora 14 das 67 províncias tenham registado uma diminuição de população em 2009. A  densidade populacional era 94 hab/km², variando entre 2 486 na província de Istambul e 11 na província de Tunceli. A faixa etária entre os 15 os 64 anos correspondia a 67% da população; 26% da população tinha menos de 15 anos e 7% mais de 64 anos; metade da população tinha menos de 28,8 anos.
Segundo dados de 2006, a esperança de vida à nascença era de 73,2 anos, 71,1 para os homens e 75,3 para as mulheres. A taxa de mortalidade infantil era 17,5 ‰, a taxa de fertilidade 2,2 e a taxa de mortalidade 6,3 ‰. A taxa de alfabetização era de 88,1% (96% para os homens e 80,4% para as mulheres). A diferença destes números deve-se sobretudo aos hábitos dos grupos mais tradicionalistas árabes e curdos que vivem nas províncias do sudeste de não enviarem as suas meninas para escola.

## Grupos étnicos

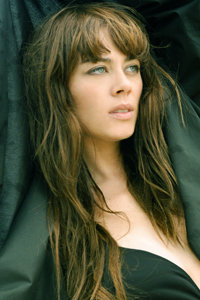
A atriz Demet Evgar.

É frequente considerar-se que a maior parte da população da Turquia é de "etnia turca" (entre 70 e 88%, conforme as fontes). No entanto, atendendo à grande diversidade de povos que habitaram o que é hoje a Turquia desde há milhares de anos, à inevitável miscigenação, ao carácter multiétnico e multicultural do Império Otomano e ao facto de oficialmente todos os cidadãos nacionais serem turcos, não há certezas quanto à verdadeira origem étnica da maioria da população dita "turca", sendo que é provável que uma parte considerável não seja diretamente aparentada com os povos turcomanos asiáticos aos quais se associa historicamente o termo "turco". O facto da tradição política kemalista, seguida por quase todos os governos republicanos, não reconhecer formalmente a existência da maior parte das minorias étnicas origina que existam muito poucos dados estatísticos fiáveis e precisos sobre o panorama étnico do país. As únicas minorias reconhecidas oficialmente são as que constaram no Tratado de Lausana: arménios, gregos e judeus.
No período otomano, todos os muçulmanos sunitas eram considerados turcos, mesmo que não falassem turco, enquanto que os não-muçulmanos ou muçulmanos não sunitas eram considerados não turcos mesmo que falassem turco. Segundo um estudo levado a cabo pela consultora Konda em 2006, 81,33% da população identificava-se como turca, mas é interessante notar que no mesmo estudo 4,45% identificavam-se como "cidadãos da República da Turquia", apenas 8,61% como curdos (apesar de muitas estimativas apontarem para mais o dobro da população ser curda), e 0,18% yörük (quando as estimativas apontam para cerca de 1%). Muitos membros, senão mesmo a maior parte, das minorias étnicas da Turquia assimilaram a cultura dominante, num processo que em alguns casos foi iniciado no período medieval seljúcida.

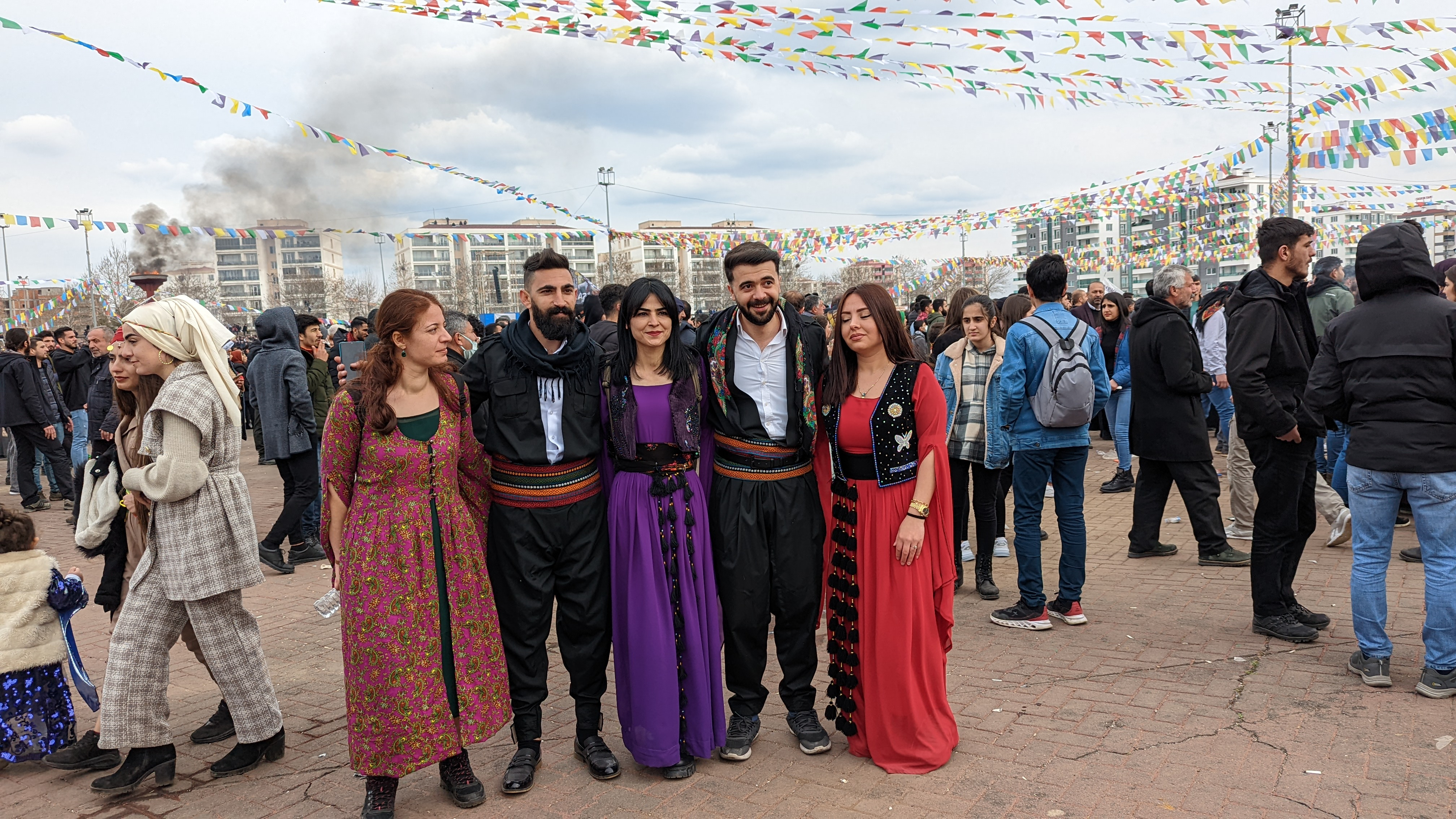
Família curda com roupas tradicionais celebrando o Noruz (Ano Novo persa) em Diyarbakır.

Os curdos constituem a minoria étnica mais numerosa (as estimativas variam entre 9% e 18%). Tradicionalmente viviam no sudeste e leste da Anatólia, mas nas últimas décadas encontram-se em praticamente todas as grandes cidades, nas quais é comum existirem bairros maioritariamente curdos, geralmente periféricos e clandestinos ou semiclandestinos. Istambul é um destino de emigração curda desde há séculos. Outra etnia com raízes nas regiões maioritariamente curdas são os zazas, que embora geralmente sejam considerados um grupo distinto, é frequente considerarem-se como uma minoria curda. Como os curdos, muitos zaza emigraram nas últimas décadas tanto para as cidades turcas como para o estrangeiro. Admitindo que a extrapolação de dados dados do estudo da Konda referido acima é plausível, os zaza são vinte vezes menos numerosos que os curdos, ou seja, existem entre 350 e 700 mil zaza na Turquia; outras fontes falam na existência de dois milhões de zaza em todo o mundo.
Outras minorias numerosas são os árabes, que em 1995 se estimavam entre 80 000 e um milhão, que vivem principalmente no sudeste, e os yörük (est. 60 000), um povo turco de origem asiática que até há poucas décadas era quase exclusivamente nómada e se concentrava sobretudo nos Montes Tauro.
A nordeste encontram-se diversas minorias de origem caucasiana:  circassianos (c. 70 000) e diversas etnias de georgianos, nomeadamente abecásios, adjarianos, hemichis e lazes. Os circassianos encontram-se sobretudo na região de Adana, os georgianos nas regiões junto à fronteira com a Geórgia, na província de Artvin, e os lazos em aldeias piscatórias perto de Rize. O primeiro-ministro turco Recep Erdoğan é descendente de georgianos que emigraram de Batumi para Rize e posteriormente para Istambul.

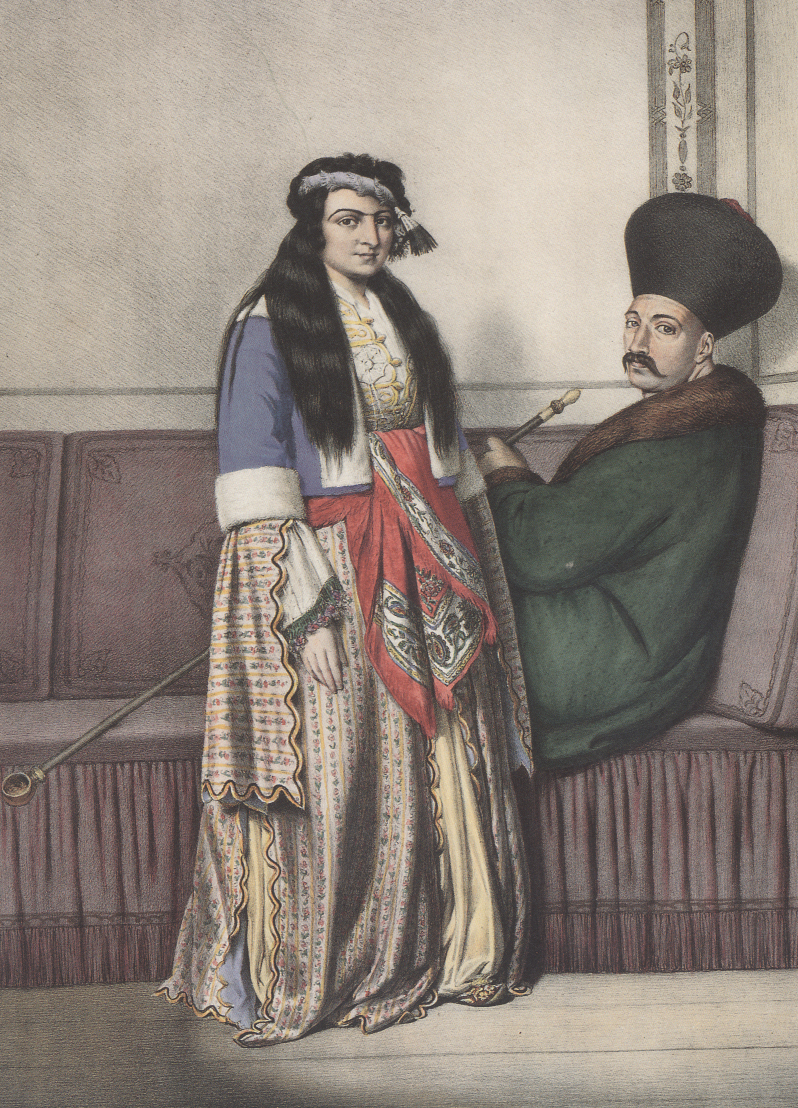
Gravura francesa de 1825 de um casal de otomanos arménios.

Os gregos eram uma das minorias mais importantes no período otomano, e apesar da maior parte deles terem abandonado o território turco no início do século XX, durante a Guerra Greco-Turca e a troca de populações que se lhe seguiu, nos anos 1920 ainda residiam em Istambul mais de 200 000 gregos. Em 1965 a comunidade tinha apenas 48 000 pessoas. Em 1995 estimava-se que o número de gregos no país não ultrapassava 20 000. Em 2006 residiam em Istambul menos de 2 500 gregos. Apesar da sua reduzida dimensão, a comunidade grega é das mais prósperas da Turquia.
Os arménios eram a segunda maior minoria cristã nos tempos otomanos, calculando-se que cerca de 1,5 milhão de arménios vivessem na Anatólia Oriental. Atualmente estima-se em 40 000 o número de arménios turcos, grande parte deles residentes em Istambul, onde ainda formam uma comunidade próspera.
Em 1995 estimava-se que residiam na Turquia cerca de 20 000 judeus. Durante a primeira metade do século XX, a população judia do país manteve-se relativamente estável com cerca de 90 000 pessoas. A partir da década de 1950 os judeus turcos começaram emigrar para Israel. Atualmente encontram-se sobretudo em Istambul, onde se dedicam principalmente ao pequeno comércio. Ao contrário dos gregos e arménios, a comunidade hebraica não é homogénea nem etnicamente nem linguisticamente. A maioria é sefardita, descendente dos judeus ibéricos expulsos de Portugal e Espanha no século XV, e fala ladino. Há também asquenazes, provenientes da Europa Central e Oriental, que falam iídiche, e caraítas, que falam grego e são considerados heréticos pelos restantes judeus. A generalidade dos judeus também fala turco.

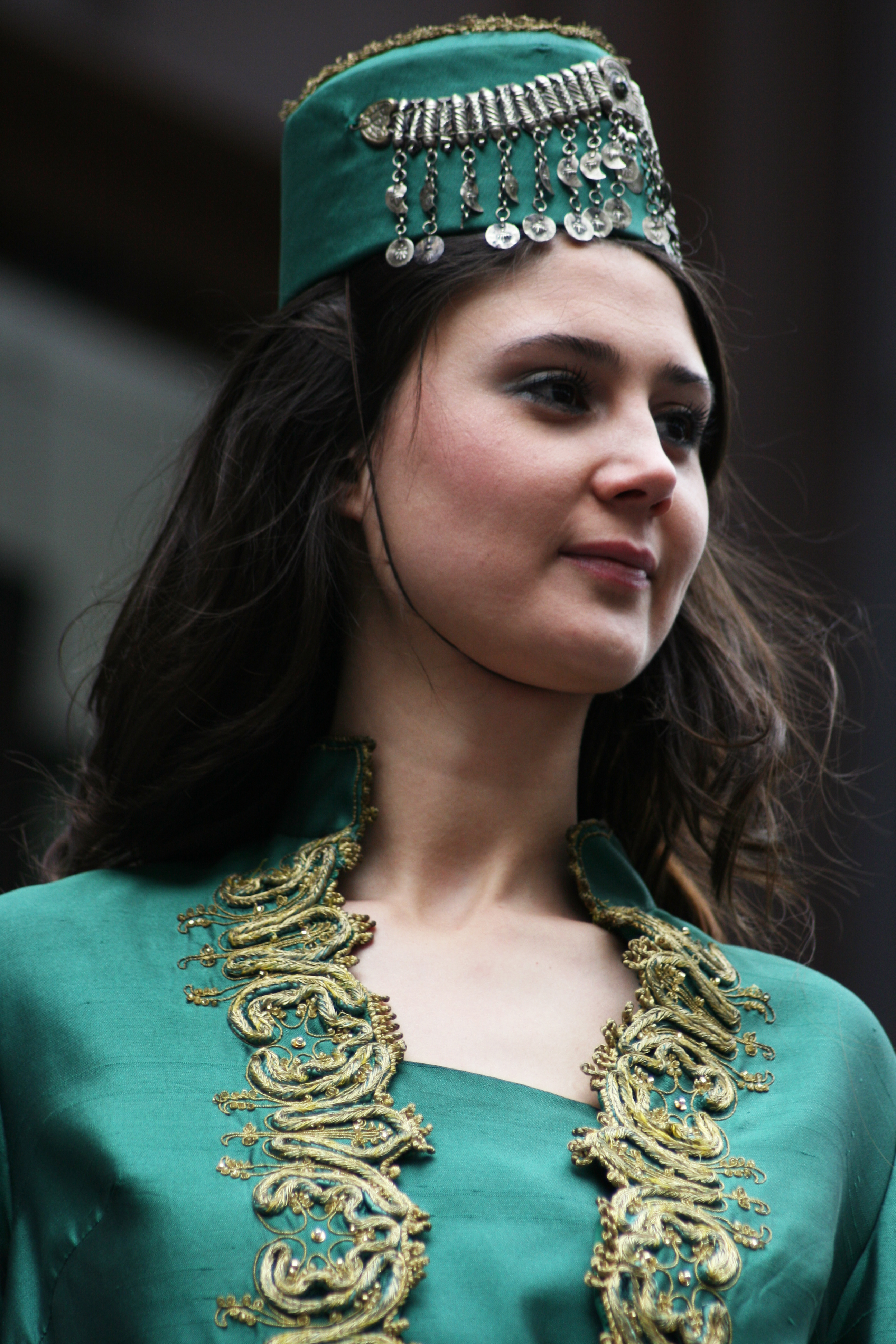
Traje tradicional otomano.

Há ainda outros grupos étnicos com alguma importância, como é o caso dos assírios, que tradicionalmente viviam sobretudo nas regiões mais orientais e do sudeste, e outros povos originários da Europa Oriental: albaneses, bosníacos e pomaks (búlgaros). Há também minorias originárias da Europa Ocidental, usualmente designados como levantinos, a maior parte descendentes das prósperas e relativamente numerosas antigas comunidades francesa e italianas (sobretudo genovesa e veneziana), cujas famílias em alguns casos estão na Turquia desde a Idade Média. Estas comunidades foram numerosas sobretudo em Istambul e Esmirna, mas atualmente são diminutas.

## Línguas
O turco é a única língua oficial da Turquia. Contrariamente às línguas mais faladas na região do mundo onde se insere, é uma língua não indo-europeia, de raiz altaica, que é falada não só pelos naturais da Turquia ou seus descendentes, nomeadamente na Europa Ocidental, onde há muitos imigrantes turcos, mas também por diversas populações de outras regiões relativamente próximas da Turquia na Europa e da Ásia. Segundo algumas fontes, em 1996 era a 15ª língua mais falada do mundo.
Além de ser a língua oficial e língua materna de mais de 84% ou 90% da população, estima-se que praticamente toda a população use o turco como segunda língua. À semelhança do que se passa com as etnias, os estudos da distribuição linguística na Turquia é muito complicado devido à falta de dados fiáveis resultantes das restrições impostas ao uso de outras línguas pelos governos desde a implantação da república. Embora um artigo da constituição turca de 1982 proíba a discriminação com base na língua, contraditoriamente, o uso público e o ensino de outras línguas que não o turco são proibidas noutros artigos. As únicas exceções, resultantes do Tratado de Lausana, são o grego, arménio e as línguas hebraicas, nomeadamente o ladino, apesar de em alguns estabelecimentos privados se ministrarem aulas em inglês, francês e alemão, em certos casos em escolas fundadas no século XIX.
A segunda língua mais falada é o curdo, língua materna de cerca de 14% da população e lingua franca em muitas partes do sudeste da Anatólia, inclusivamente para não curdos. Muitos dos grupos étnicos referidos anteriormente têm as suas próprias línguas.
Desde o início de 2009 que a estação de televisão nacional estatal Radiotelevisão da Turquia (Türkiye Radyo Televizyon Kurumu) e outras estações de rádio e televisão privadas têm programação em diversas línguas, nomeadamente curdo, árabe, persa, árabe e em arménio. Por lei, são permitidas até cinco horas diárias de emissões radiofónicas e 45 minutos de emissões televisivas em línguas que não o turco, mas é obrigatória a legendagem em turco.

## Religião

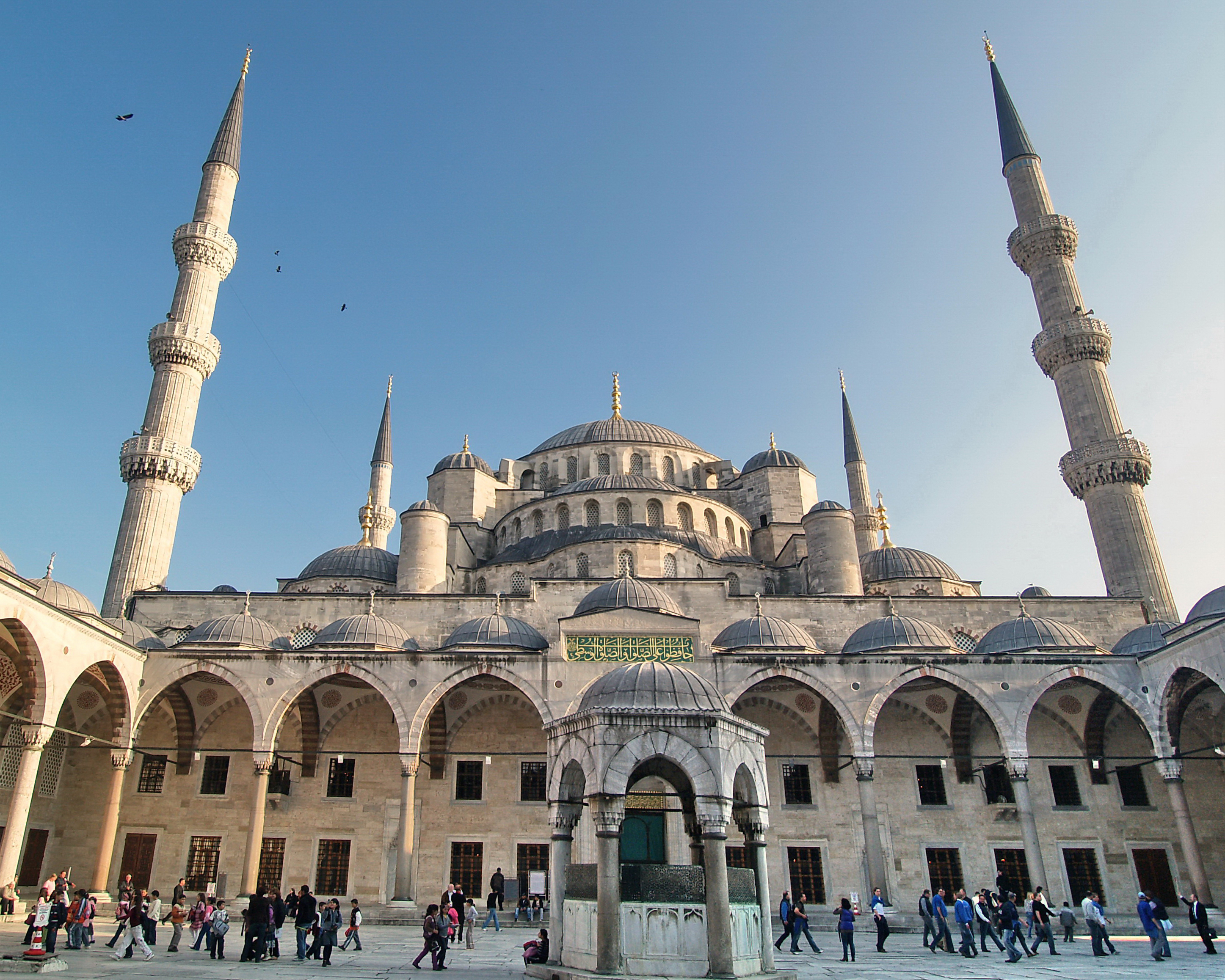
O pátio da Mesquita do Sultão Ahmet, popularmente conhecida como Mesquita Azul, em Istambul.

A Turquia é um estado secular, sem religião oficial; a constituição consagra a liberdade religiosa e de consciência. O Islão é a religião dominante no país em número de seguidores — 97% ou 98% da população é muçulmana "praticante", um número que segundo algumas fontes sobe para mais de 99% (alguns referem 99,8%) se se contabilizarem os "não praticantes". No entanto há estudos que apontam para que a percentagem de muçulmanos que observam a generalidade dos preceitos islâmicos, como o de rezar todos os dias e ir à mesquita pelo menos na sexta-feira, não ultrapasse os 66%. Segundo um estudo de 2009, 88% da população seguia os princípios básicos do Islão, mas apenas 38% rezava mais do que uma vez por semana. Segundo um estudo de 2002, só 65% dos turcos considerava a religião muito importante, e outro de 2005, da Comissão Europeia, indicava que 95% da população da Turquia acreditava que existia um Deus.
A maioria da população não muçulmana (entre 1% e 2%) é cristã (140 000; 0,2%), mas também há judeus (entre 18 000 e 26 000) yazidis (entre 432 e 5 000) em seguidores do yarsanismo (50 000) e bahá'ís (entre 10 000 e 20 000). Os cristãos são sobretudo apostólicos ou ortodoxos arménios (50 000), católicos arménios (2 500), protestantes arménios (500), ortodoxos sírios (15 000), mas também há católicos romanos (5 000), católicos caldeus (5 000), ortodoxos gregos (entre 3 000 e 4 000) e protestantes (3 000). Os restantes credos cristãos têm cerca de 3 000 seguidores. Segundo um estudo de 2007, cerca de 3% da população turca é ateia ou agnóstica.

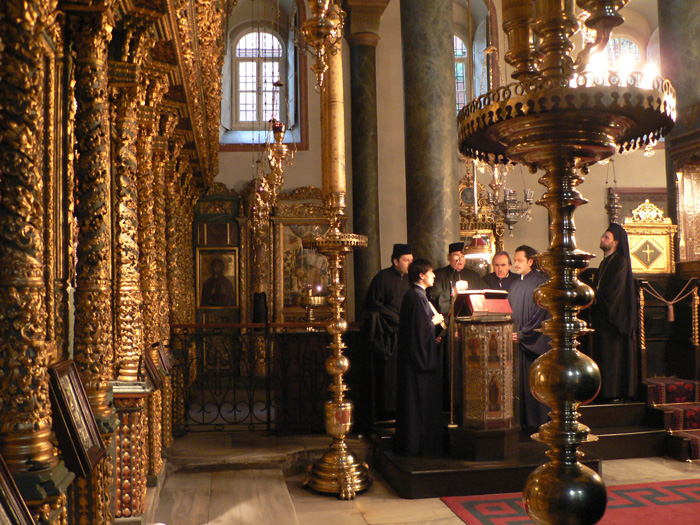
A basílica patriarcal de São Jorge (Hagios Georgios; ; em turco: Aya Yorgi), a principal catedral ortodoxa grega ainda em uso em Istambul.

Apesar do número atual de ortodoxos gregos na Turquia ser muito diminuto,  Patriarca Ecuménico de Constantinopla, um cargo existente desde o século IV, que atualmente atua como chefe da Igreja Ortodoxa Grega na Turquia, ainda é considerado o chefe espiritual de todas as igrejas ortodoxas no mundo.
A Fé Bahá'í na Turquia remonta aos primórdios desta religião, pois o Império Otomano serviu de refúgio às perseguições aos primeiros bahá'ís no Irão. Alguns anos antes do fundador, Bahá'u'lláh, estar exilado em Istambul e Edirne na segunda metade do século XIX, já existiam bahá'ís no que é hoje a Turquia. Atualmente há cerca de cem Assembleias Espirituais Bahá'í no país.
Embora não haja dados precisos sobre as diversas seitas muçulmanas, segundo um estudo de 2007, 82% dos turcos eram sunitas hanafistas, 9% xafiitas e 6% alevitas. Segundo outro trabalho académico do mesmo ano, os sunitas representavam entre 80% e 85% da população e os alevitas constituíam entre 15% e 20% da população (mais de 25% ou mesmo 30% segundo outras fontes). Segundo alguns autores, em 2004 existiam no país três milhões (4,2%) (entre 500 mil e um milhão segundo outras fontes) de xiitas duodecimanos (em turco: caferilik) não alevitas, concentrados principalmente em Istambul e na Anatólia Oriental. As comunidades sufistas, embora menos importantes que no passado, ainda têm muitos membros e nos últimos anos tem-se assistido a um interesse crescente no misticismo sufista.
A mais alta autoridade religiosa da Turquia é a Presidência de Assuntos Religiosos (Diyanet İşleri Başkanlığı), criada em 1924, no início da república, para suceder à Sheikh ul-Islam dos tempos do Califado Otomano. Além de regulamentar as operações das 800 000 mesquitas registadas no país e de empregar os imames (pregadores islâmicos) locais e provinciais, a Diyanet interpreta as leis da escola hanafista, por vezes de forma bastante liberal, como por exemplo, quando nomeou imanes 450 mulheres.
O papel da religião tem originado alguma controvérsia desde que surgiram os primeiros partidos islamistas. A República da Turquia foi fundada sobre uma constituição estritamente secular que proíbe a influência de qualquer religião, incluindo o Islão, e há algumas questões sensíveis que são fonte de incessantes polémicas e debates, nomeadamente a proibição de algumas peças de vestuário em escolas, universidades e edifícios públicos, como o hijab (lenço ou peça de pano para cobrir a cabeça das mulheres), que os setores mais fiéis ao kemalismo vêm como símbolos muçulmanos. Tem havido diversas tentativas para acabar com essas proibições por parte das forças políticas islamistas que desde os anos 1990 têm estado no governo. Ao contrário do que se passa na generalidade de outros países islâmicos, as forças políticas mais tradicionalistas e conservadoras da Turquia são fortemente laicas, enquanto que os islamistas moderados se encontram entre os adeptos mais convictos de uma aproximação e abertura ainda maior ao Ocidente, nomeadamente defendendo a adesão à União Europeia, a qual implica uma série de reformas liberalizantes tanto no plano económico, como a no plano social e legal.